# Suberea azteca
Suberea azteca är en svampdjursart som först beskrevs av Gomez och Bakus 1992.  Suberea azteca ingår i släktet Suberea och familjen Aplysinellidae. Inga underarter finns listade i Catalogue of Life.